# Lijst van wielerploegen/2015
Hieronder volgt een lijst van officieel door de UCI geregistreerde wielerploegen in 2015. 

## UCI World Tour-wielerploeg
| Ploeg                  | Land                | Renners | Fietsmerk   | UCI-Code | Sinds |
| ---------------------- | ------------------- | ------- | ----------- | -------- | ----- |
| AG2R La Mondiale       | Frankrijk           | 30      | Focus       | ALM      | 2000  |
| Astana Pro Team        | Kazachstan          | 30      | Specialized | AST      | 2005  |
| BMC Racing Team        | Verenigde Staten    | 29      | BMC         | BMC      | 2007  |
| Etixx-Quick Step       | België              | 27      | Specialized | EQS      | 2003  |
| FDJ                    | Frankrijk           | 29      | Lapierre    | FDJ      | 1997  |
| IAM Cycling            | Zwitserland         | 29      | Scott USA   | IAM      | 2013  |
| Lampre-Merida          | Italië              | 26      | Merida      | LAM      | 1991  |
| Lotto Soudal           | België              | 28      | Ridley      | LTS      | 1985  |
| Movistar Team          | Spanje              | 28      | Canyon      | MOV      | 2004  |
| Orica-GreenEdge        | Australië           | 26      | Scott       | OGE      | 2012  |
| Team Cannondale-Garmin | Verenigde Staten    | 27      | Cannondale  | TCG      | 2005  |
| Team Giant-Alpecin     | Duitsland           | 27      | Giant       | TGA      | 1998  |
| Team Katjoesja         | Rusland             | 29      | Canyon      | KAT      | 2004  |
| Team LottoNL-Jumbo     | Nederland           | 25      | Bianchi     | TLJ      | 1996  |
| Team Sky               | Verenigd Koninkrijk | 28      | Pinarello   | SKY      | 2010  |
| Tinkoff-Saxo           | Rusland             | 30      | Specialized | TCS      | 2001  |
| Trek Factory Racing    | Verenigde Staten    | 28      | Trek        | TFR      | 2010  |

## Professionele continentale wielerploeg
| UCI-code | Ploegnaam                                  | Land             | UCI-Tour         |
| -------- | ------------------------------------------ | ---------------- | ---------------- |
| AND      | Androni Giocattoli                         | Italië           | UCI Europe Tour  |
| BAR      | Bardiani CSF                               | Italië           | UCI Europe Tour  |
| BOA      | Bora-Argon 18                              | Duitsland        | UCI Europe Tour  |
| BSE      | Bretagne-Séché Environnement               | Frankrijk        | UCI Europe Tour  |
| CJR      | Caja Rural-Seguros RGA                     | Spanje           | UCI Europe Tour  |
| CCC      | CCC Sprandi Polkowice                      | Polen            | UCI Europe Tour  |
| COF      | Cofidis, Solutions Crédits                 | Frankrijk        | UCI Europe Tour  |
| COL      | Colombia                                   | Colombia         | UCI America Tour |
| CLT      | Cult Energy Pro Cycling                    | Denemarken       | UCI Europe Tour  |
| DPC      | Drapac Professional Cycling                | Australië        | UCI Oceania Tour |
| MTN      | MTN-Qhubeka                                | Zuid-Afrika      | UCI Africa Tour  |
| NIP      | Nippo-Vini Fantini                         | Italië           | UCI Europe Tour  |
| ROP      | Roompot Oranje Peloton                     | Nederland        | UCI Europe Tour  |
| RVL      | RusVelo                                    | Rusland          | UCI Europe Tour  |
| STH      | Southeast                                  | Italië           | UCI Europe Tour  |
| EUC      | Team Europcar                              | Frankrijk        | UCI Europe Tour  |
| TNN      | Team Novo Nordisk                          | Verenigde Staten | UCI America Tour |
| TSV      | Topsport Vlaanderen-Baloise                | België           | UCI Europe Tour  |
| UHC      | Unitedhealthcare Professional Cycling Team | Verenigde Staten | UCI America Tour |
| WGG      | Wanty-Groupe Gobert                        | België           | UCI Europe Tour  |

## Continentale wielerploeg
| UCI-code | Ploegnaam                                       | Land                         | UCI-Tour         |
| -------- | ----------------------------------------------- | ---------------------------- | ---------------- |
| ASP      | AC Sparta Praha                                 | Tsjechië                     | UCI Europe Tour  |
| ACY      | Action Cycling Team                             | Taiwan                       | UCI Asia Tour    |
| AJT      | ActiveJet Team                                  | Polen                        | UCI Europe Tour  |
| ADR      | Adria Mobil                                     | Slovenië                     | UCI Europe Tour  |
| AWS      | African Wildlife Safaris Cycling Team           | Australië                    | UCI Oceania Tour |
| AIR      | Airgas-Safeway Cycling Team                     | Verenigde Staten             | UCI America Tour |
| AIS      | Aisan Racing Team                               | Japan                        | UCI Asia Tour    |
| ALB      | Alpha Baltic-Maratoni.lv                        | Letland                      | UCI Europe Tour  |
| AMO      | Amore & Vita-Selle SMP                          | Oekraïne                     | UCI Europe Tour  |
| AMP      | Amplatz-BMC                                     | Oostenrijk                   | UCI Europe Tour  |
| SKT      | An Post-Chain Reaction                          | Ierland                      | UCI Europe Tour  |
| ACT      | Astellas Cycling Team                           | Verenigde Staten             | UCI America Tour |
| ATG      | Attaque Team Gusto                              | Taiwan                       | UCI Asia Tour    |
| AUB      | Auber 93                                        | Frankrijk                    | UCI Europe Tour  |
| ART      | Avanti Racing Team                              | Nieuw-Zeeland                | UCI Oceania Tour |
| AWT      | AWT-GreenWay                                    | Tsjechië                     | UCI Europe Tour  |
| BDT      | Axeon Cycling Team                              | Verenigde Staten             | UCI America Tour |
| BBD      | Babydump Cycling Team                           | Nederland                    | UCI Europe Tour  |
| IAT      | Beijing Yanqing Innova Cycling Team             | China                        | UCI Asia Tour    |
| BAI      | Bike Aid                                        | Duitsland                    | UCI Europe Tour  |
| BKP      | BKCP-Powerplus                                  | België                       | UCI Europe Tour  |
| BGT      | Bridgestone Anchor Cycling Team                 | Japan                        | UCI Asia Tour    |
| BAP      | Buenos Aires Provincia                          | Argentinië                   | UCI America Tour |
| BUR      | Burgos BH                                       | Spanje                       | UCI Europe Tour  |
| CCN      | CCN Cycling Team                                | Laos                         | UCI Asia Tour    |
| CCT      | CCT p/b Champion System                         | Nieuw-Zeeland                | UCI Oceania Tour |
| CSN      | Champion System-Stan's No Tubes                 | Verenigde Staten             | UCI Asia Tour    |
| CMR      | Charter Mason Giant Racing Team                 | Nieuw-Zeeland                | UCI Oceania Tour |
| GTQ      | China Continental Team of Gansu Bank            | China                        | UCI Asia Tour    |
| GHC      | China Cooperation Development Cycling Team      | China                        | UCI Asia Tour    |
| CJL      | China Jilun Cycling Team                        | China                        | UCI Asia Tour    |
| YDL      | China Yindongli-Wildto Cycling Team             | China                        | UCI Asia Tour    |
| CIB      | Cibel                                           | België                       | UCI Europe Tour  |
| CKB      | CK Banská Bystrica                              | Slowakije                    | UCI Europe Tour  |
| PFG      | CK Příbram Fany Gastro                          | Tsjechië                     | UCI Europe Tour  |
| CSH      | Colba-Superano Ham                              | België                       | UCI Europe Tour  |
| CCB      | Color Code-Aquality Protect                     | België                       | UCI Europe Tour  |
| COR      | Corendon-Kwadro                                 | België                       | UCI Europe Tour  |
| CAT      | Cycling Academy Team                            | Israël                       | UCI Europe Tour  |
| CJP      | Cyclingteam Jo Piels                            | Nederland                    | UCI Europe Tour  |
| RIJ      | Cyclingteam Join-S\|De Rijke                    | Nederland                    | UCI Europe Tour  |
| AZT      | D'Amico-Bottecchia                              | Italië                       | UCI Europe Tour  |
| DSR      | Data#3 Symantec Racing Team p/b Scody           | Australië                    | UCI Oceania Tour |
| DOM      | Domin Sport                                     | Polen                        | UCI Europe Tour  |
| EFP      | Efapel                                          | Portugal                     | UCI Europe Tour  |
| EPM      | EPM-UNE-Área Metropolitana                      | Colombia                     | UCI America Tour |
| ADT      | Equipe Cycliste de l'Armée de Terre             | Frankrijk                    | UCI Europe Tour  |
| FUN      | Funvic-São José dos Campos                      | Brazilië                     | UCI America Tour |
| GQC      | Garneau-Québecor                                | Canada                       | UCI America Tour |
| GIC      | Geumsan Insam Cello                             | Zuid-Korea                   | UCI Asia Tour    |
| MSS      | Giant-Champion System Pro Cycling               | China                        | UCI Asia Tour    |
| GMC      | GM Cycling Team                                 | Italië                       | UCI Europe Tour  |
| GSP      | Groupement Sportif des Petroliers Algérie       | Algerije                     | UCI Africa Tour  |
| GRF      | Gunma Grifin Racing Team                        | Japan                        | UCI Asia Tour    |
| HRB      | H&R Block Pro Cycling                           | Canada                       | UCI America Tour |
| HEN      | Hengxiang Cycling Team                          | China                        | UCI Asia Tour    |
| HSD      | Hincapie Racing Team                            | Verenigde Staten             | UCI America Tour |
| HKS      | HKSI Pro Cycling                                | Hongkong                     | UCI Asia Tour    |
| HBR      | Holy Brother Cycling Team                       | China                        | UCI Asia Tour    |
| HAC      | Hrinkow Advarics Cycleangteam                   | Oostenrijk                   | UCI Europe Tour  |
| IPC      | InCycle-Cannondale                              | Puerto Rico                  | UCI America Tour |
| DCT      | Inteja-MMR Dominican Cycling Team               | Dominicaanse Republiek       | UCI America Tour |
| IRT      | IRT Racing                                      | Verenigde Staten             | UCI America Tour |
| ISD      | ISD Continental Team                            | Oekraïne                     | UCI Europe Tour  |
| TIK      | Itera-Katjoesja                                 | Rusland                      | UCI Europe Tour  |
| JHB      | Jamis-Hagens Berman                             | Verenigde Staten             | UCI America Tour |
| JBC      | Jelly Belly p/b Maxxis                          | Verenigde Staten             | UCI America Tour |
| JLT      | JLT Condor                                      | Verenigd Koninkrijk          | UCI Europe Tour  |
| KMP      | Keith Mobel-Partizan                            | Servië                       | UCI Europe Tour  |
| DUK      | Kemo Dukla Trenčín                              | Slowakije                    | UCI Europe Tour  |
| KIN      | Kinan Cycling Team                              | Japan                        | UCI Asia Tour    |
| KLS      | Kolss-BDC Team                                  | Oekraïne                     | UCI Europe Tour  |
| KCT      | Korail Cycling Team                             | Zuid-Korea                   | UCI Asia Tour    |
| KSP      | KSPO                                            | Zuid-Korea                   | UCI Asia Tour    |
| KCP      | Kuwait Cycling Project                          | Koeweit                      | UCI Asia Tour    |
| KCR      | Kyiv Capital Racing                             | Oekraïne                     | UCI Europe Tour  |
| LAA      | LA Aluminios-Antarte                            | Portugal                     | UCI Europe Tour  |
| LDT      | Leopard Development Team                        | Luxemburg                    | UCI Europe Tour  |
| LKT      | LKT Team Brandenburg                            | Duitsland                    | UCI Europe Tour  |
| LOK      | Lokosphinx                                      | Rusland                      | UCI Europe Tour  |
| LRJ      | Louletano-Ray Just Energy                       | Portugal                     | UCI Europe Tour  |
| LRT      | Lupus Racing Team                               | Verenigde Staten             | UCI America Tour |
| MGT      | Madison Genesis                                 | Verenigd Koninkrijk          | UCI Europe Tour  |
| MTR      | Matrix Powertag                                 | Japan                        | UCI Asia Tour    |
| MKT      | Meridiana Kamen Team                            | Kroatië                      | UCI Europe Tour  |
| MET      | Metec-TKH Continental Cyclingteam p/b Mantel    | Nederland                    | UCI Europe Tour  |
| VHS      | MG.Kvis-Vega                                    | Italië                       | UCI Europe Tour  |
| MCC      | Minsk Cycling Club                              | Wit-Rusland                  | UCI Europe Tour  |
| TBJ      | MLP Team Bergstraße                             | Duitsland                    | UCI Europe Tour  |
| MOT      | Movistar Team                                   | Colombia                     | UCI America Tour |
| MUR      | Murias Taldea                                   | Spanje                       | UCI Europe Tour  |
| NAN      | Nankang-Dynatek                                 | Servië                       | UCI Europe Tour  |
| NAS      | Nasu Blasen                                     | Japan                        | UCI Asia Tour    |
| NSC      | National Sport Council of Malaysia Cycling Team | Maleisië                     | UCI Asia Tour    |
| NSR      | Navitas Satalyst Racing Team                    | Australië                    | UCI Oceania Tour |
| NPC      | NFTO                                            | Verenigd Koninkrijk          | UCI Europe Tour  |
| NFC      | Ningxia Sports Lottery-Focus Cycling Team       | China                        | UCI Asia Tour    |
| ONE      | ONE Pro Cycling                                 | Verenigd Koninkrijk          | UCI Europe Tour  |
| OPM      | Optum p/b Kelly Benefit Strategies              | Verenigde Staten             | UCI America Tour |
| ANQ      | Orgullo Antioqueño                              | Colombia                     | UCI America Tour |
| PVC      | Parkhotel Valkenburg Continental Team           | Nederland                    | UCI Europe Tour  |
| PCT      | Pegasus Continental Cycling Team                | Indonesië                    | UCI Asia Tour    |
| PKY      | Pishgaman Giant Team                            | Iran                         | UCI Asia Tour    |
| TYD      | Qinghai Tianyoude Cycling Team                  | China                        | UCI Asia Tour    |
| RBD      | Rabobank Development Team                       | Nederland                    | UCI Europe Tour  |
| RAR      | Radenska Ljubljana                              | Slovenië                     | UCI Europe Tour  |
| RPB      | Rádio Popular-Boavista                          | Portugal                     | UCI Europe Tour  |
| RNR      | Rad-Net Rose Team                               | Duitsland                    | UCI Europe Tour  |
| RBD      | Rietumu-Delfin                                  | Letland                      | UCI Europe Tour  |
| RIW      | Riwal Platform Cycling Team                     | Denemarken                   | UCI Europe Tour  |
| ROT      | Roth-Skoda                                      | Zwitserland                  | UCI Europe Tour  |
| RLM      | Roubaix Lille Métropole                         | Frankrijk                    | UCI Europe Tour  |
| RTS      | RTS-Santic Racing Team                          | Taiwan                       | UCI Asia Tour    |
| SLS      | San Luis Somos Todos                            | Argentinië                   | UCI America Tour |
| STR      | Search2retain-Health.com.au Cycling Team        | Australië                    | UCI Oceania Tour |
| SER      | SEG Racing                                      | Nederland                    | UCI Europe Tour  |
| SCT      | Seoul Cycling Team                              | Zuid-Korea                   | UCI Asia Tour    |
| PTS      | Sepahan Pro Team                                | Iran                         | UCI Asia Tour    |
| SMN      | Shimano Racing Team                             | Japan                        | UCI Asia Tour    |
| SPC      | Silber Pro Cycling                              | Canada                       | UCI America Tour |
| SEP      | Sindicato de Empleados Públicos de San Juan     | Argentinië                   | UCI America Tour |
| SKC      | SKC Tufo Prostějov                              | Tsjechië                     | UCI Europe Tour  |
| SKD      | Skydive Dubai Pro Cycling Team                  | Verenigde Arabische Emiraten | UCI Asia Tour    |
| STF      | Start-Massi Cycling Team                        | Paraguay                     | UCI America Tour |
| SUN      | Sunweb-Napoleon Games Cycling Team              | België                       | UCI Europe Tour  |
| BCP      | Synergy Baku Cycling Project                    | Azerbeidzjan                 | UCI Europe Tour  |
| PCW      | T.Palm-Pôle Continental Wallon                  | België                       | UCI Europe Tour  |
| TPT      | Tabriz Petrochemical Team                       | Iran                         | UCI Asia Tour    |
| TST      | Tabriz Shahrdari Team                           | Iran                         | UCI Asia Tour    |
| MMM      | Team 3M                                         | België                       | UCI Europe Tour  |
| T7E      | Team 7-Eleven Roadbike Philippines              | Filipijnen                   | UCI Asia Tour    |
| ABB      | Team Almeborg-Bornholm                          | Denemarken                   | UCI Europe Tour  |
| BFL      | Team Budget Forklifts                           | Australië                    | UCI Oceania Tour |
| TCQ      | Team ColoQuick                                  | Denemarken                   | UCI Europe Tour  |
| COH      | Team Coop-Øster Hus                             | Noorwegen                    | UCI Europe Tour  |
| CCD      | Team Differdange-Losch                          | Luxemburg                    | UCI Europe Tour  |
| ADP      | Team Dukla Praha                                | Tsjechië                     | UCI Europe Tour  |
| ECU      | Team Ecuador                                    | Ecuador                      | UCI America Tour |
| RWS      | Team Felbermayr Simplon Wels                    | Oostenrijk                   | UCI Europe Tour  |
| FIX      | Team FixIT.no                                   | Noorwegen                    | UCI Europe Tour  |
| FRB      | Team Frøy Oslo                                  | Noorwegen                    | UCI Europe Tour  |
| THF      | Team Heizomat                                   | Duitsland                    | UCI Europe Tour  |
| IDE      | Team Idea 2010 ASD                              | Italië                       | UCI Europe Tour  |
| TJO      | Team Joker                                      | Noorwegen                    | UCI Europe Tour  |
| TKG      | Team Kuota-Lotto                                | Duitsland                    | UCI Europe Tour  |
| LSL      | Team Lvshan Landscape                           | China                        | UCI Asia Tour    |
| M13      | Team Marseille 13 KTM                           | Frankrijk                    | UCI Europe Tour  |
| RAL      | Team Raleigh GAC                                | Verenigd Koninkrijk          | UCI Europe Tour  |
| KRA      | Team Ringeriks-Kraft                            | Noorwegen                    | UCI Europe Tour  |
| SSC      | Team SmartStop                                  | Verenigde Staten             | UCI America Tour |
| TSS      | Team Sparebanken Sør                            | Noorwegen                    | UCI Europe Tour  |
| STG      | Team Stölting                                   | Duitsland                    | UCI Europe Tour  |
| SGT      | Team Stuttgart                                  | Duitsland                    | UCI Europe Tour  |
| TAV      | Team Tavira                                     | Portugal                     | UCI Europe Tour  |
| TTB      | Team Tre Berg-Bianchi                           | Zweden                       | UCI Europe Tour  |
| TBW      | Team TreFor-Blue Water                          | Denemarken                   | UCI Europe Tour  |
| UKO      | Team UKYO                                       | Japan                        | UCI Asia Tour    |
| VBG      | Team Vorarlberg                                 | Oostenrijk                   | UCI Europe Tour  |
| WGN      | Team Wiggins                                    | Verenigd Koninkrijk          | UCI Europe Tour  |
| TFC      | Telenet-Fidea Cycling Team                      | België                       | UCI Europe Tour  |
| TSG      | Terengganu Cycling Team                         | Maleisië                     | UCI Asia Tour    |
| TIR      | Tirol Cycling Team                              | Oostenrijk                   | UCI Europe Tour  |
| TRK      | Torku Şekerspor                                 | Turkije                      | UCI Europe Tour  |
| TCT      | Tusnad Cycling Team                             | Roemenië                     | UCI Europe Tour  |
| UNI      | Unieuro Wilier                                  | Italië                       | UCI Europe Tour  |
| UNA      | Utensilnord                                     | Hongarije                    | UCI Europe Tour  |
| BLZ      | Utsunomiya Blitzen                              | Japan                        | UCI Asia Tour    |
| VGS      | Vastgoedservice-Golden Palace Continental Team  | België                       | UCI Europe Tour  |
| VCS      | Vélo Club Sovac                                 | Algerije                     | UCI Africa Tour  |
| VER      | Veranclassic-Ekoi                               | België                       | UCI Europe Tour  |
| WIL      | Vérandas Willems Cycling Team                   | België                       | UCI Europe Tour  |
| V4E      | Vino 4-ever                                     | Kazachstan                   | UCI Asia Tour    |
| W52      | W52-Quinta da Lixa                              | Portugal                     | UCI Europe Tour  |
| WBC      | Wallonie-Bruxelles                              | België                       | UCI Europe Tour  |
| WHI      | Whirlpool-Author                                | Tsjechië                     | UCI Europe Tour  |
| WIB      | Wibatech Fuji                                   | Polen                        | UCI Europe Tour  |
| WSA      | WSA-Greenlife                                   | Oostenrijk                   | UCI Europe Tour  |